# Villancico
Villancico ist die spanische Bezeichnung für eine bestimmte Art von Gesang.
Im alltäglichen Sprachgebrauch bezeichnet der Begriff heute folkloristische Weihnachtslieder.
Ursprünglich, im 13. Jahrhundert, handelte es sich jedoch allgemein um Lieder, die zu bestimmten Festen gesungen wurden. Erst später engte sich die Bedeutung des Wortes auf das Weihnachtslied ein.
Die Vorform der Villancicos waren mittelalterliche weltliche Tanzlieder, die vom einfachen Volk (den villanos „Landmänner, Bauern“) gesungen wurden. Als die Kirche begann, Einfluss auf die Volksbräuche zu nehmen, adaptierte sie auch solche Lieder. Später entstanden dann neue geistliche Villancicos. Die wichtigste Sammlung erschien 1582 unter dem Titel „Piae cantiones“ auf Latein. Viele der darin enthaltenen Gesänge wurden übersetzt und erlangten auf diesem Weg Popularität.
Bedeutende Komponisten von Villancicos des 15. bis 17. Jahrhunderts waren Juan del Encina, Pedro de Escobar, Francisco Guerrero und Juan Gutiérrez de Padilla, der später nach Mexiko auswanderte.

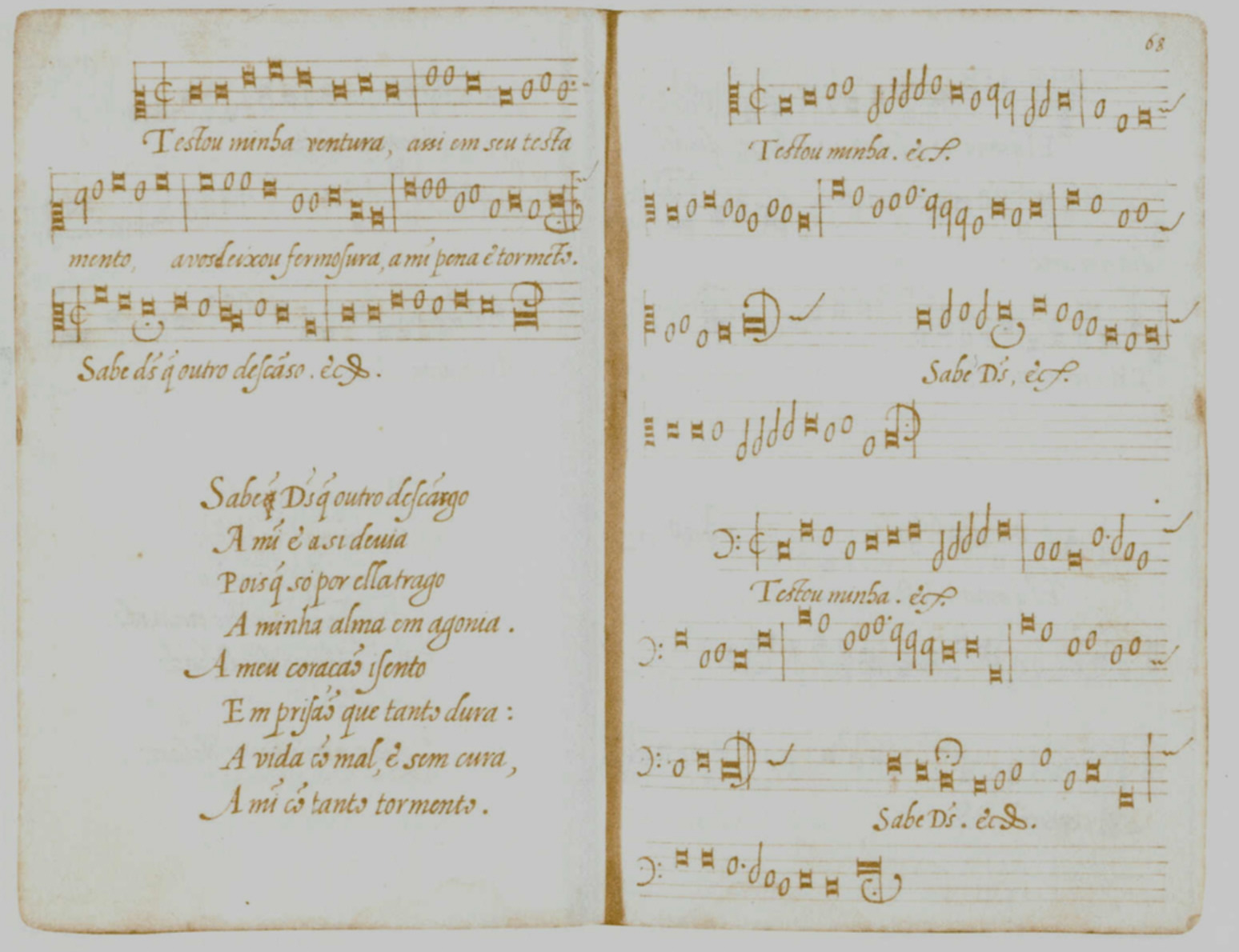
Das Cancioneiro de Elvas in der städtischen Bibliothek von Elvas: Notenhandschrift des 16. Jahrhunderts mit 65 polyphonen Cantigas und Villancicos in spanischer und portugiesischer Sprache.

Villancicos wurden zur Zeit der Renaissance meist für drei oder vier Stimmen komponiert, wobei die stilisierten Stücke (etwa für Vihuela oder Gitarre) die einfache Struktur des Volksliedes beibehielten, oder, vor allem im 16. Jahrhundert, für den volkstümlichen weltlichen oder geistlichen Gesang zur Vihuela.

## Lateinamerika
Im 17. und 18. Jahrhundert entstanden teils zweisprachige volkstümliche Villancicos in den spanischen Kolonien, die sowohl Ausdruck der Frömmigkeit und Instrument der Missionierung als auch Mittel der Sozialkritik waren. So thematisierte der in Sucre im heutigen Bolivien wirkende Roque Jacinto de Chavarría (1688–1719) Konflikte zwischen Missionaren und Indios und legte die Scheinheiligkeit der Eroberer in Form eines Streitgesprächs in spanischer Sprache und Kichwa offen. In Sucre wirkte 1680–1712 auch Andrés Flores. In Mexiko komponierte und verfasste der in Portugal geborene Gaspar Fernandes Villancicos in spanischer Sprache und Nahuatl mit pseudoafrikanischen Elementen und beklagte darin die Ungleichbehandlung der Ethnien. Erstmals wurde dabei die Behandlung der schwarzen Sklaven kritisiert.
In Kuba hinterließ Esteban Salas y Castro etwa 60 Villancicos. Auch in Peru, Kolumbien, Argentinien, Chile und Brasilien existierte die Gattung des Villancicos.
In neuerer Zeit komponierte Agustín Barrios ein Villancico de navidad.